# Rumuńscy posłowie do Parlamentu Europejskiego 2007–2009
Rumuńscy posłowie VI kadencji do Parlamentu Europejskiego zostali wybrani w wyborach przeprowadzonych 25 listopada 2007, wcześniej planowanych na dzień 13 maja 2007. Ślubowanie złożyli 10 grudnia 2007, zastępując deputowanych delegacji krajowej, wykonujących mandaty od 1 stycznia 2007.

## Lista posłów
Wybrani z listy Partii Demokratycznej
- Sebastian Bodu
- Nicodim Bulzesc
- Călin Cătălin Chiriță, poseł do PE od 22 grudnia 2008
- Dragoș Florin David
- Constantin Dumitriu
- Ioan Lucian Hămbășan, poseł do PE od 1 marca 2009
- Adrian Manole, poseł do PE od 22 grudnia 2008
- Iosif Matula, poseł do PE od 22 grudnia 2008
- Marian-Jean Marinescu
- Alexandru Nazare, poseł do PE od 22 grudnia 2008
- Rareș-Lucian Niculescu
- Maria Petre
- Flaviu Călin Rus, poseł do PE od 24 czerwca 2008

Wybrani z listy Partii Liberalno-Demokratycznej
- Daniel Petru Funeriu, poseł do PE od 22 grudnia 2008
- Theodor Stolojan
- Nicolae-Vlad Popa

Wybrani z listy Partii Socjaldemokratycznej
- Alin Lucian Antochi, poseł do PE od 21 stycznia 2009
- Victor Boștinaru
- Corina Crețu
- Gabriela Crețu
- Viorica Dăncilă, poseł do PE od 21 stycznia 2009
- Ioan-Mircea Pașcu
- Rovana Plumb
- Daciana Sârbu
- Adrian Severin
- Silvia Adriana Țicău

Wybrani z listy Partii Narodowo-Liberalnej
- Cristian Bușoi
- Magor Csibi
- Daniel Dăianu
- Ramona Mănescu
- Adina Vălean
- Renate Weber

Wybrani z listy Węgierskiej Unii Demokratycznej w Rumunii
- Csaba Sógor
- Gyula Winkler

Wybrany jako kandydat niezależny
- László Tőkés

Byli posłowie VI kadencji do PE
- Roberta Alma Anastase (wybrana z listy PD), do 18 grudnia 2008, zrzeczenie
- Titus Corlățean (wybrany z listy PSD), do 18 grudnia 2008, zrzeczenie
- Petru Filip (wybrany z listy PD), do 18 grudnia 2008, zrzeczenie
- Sorin Frunzăverde (wybrany z listy PD), do 4 czerwca 2008, zrzeczenie
- Monica Iacob Ridzi (wybrana z listy PD), do 18 grudnia 2008, zrzeczenie
- Cătălin Ioan Nechifor (wybrany z listy PSD), do 18 grudnia 2008, zrzeczenie
- Dumitru Oprea (wybrany z listy PLD), do 18 grudnia 2008, zrzeczenie
- Mihaela Popa (wybrana z listy PD), do 18 grudnia 2008, zrzeczenie
- Marian Zlotea (wybrany z listy PD), do 16 lutego 2009, zrzeczenie